# ダラーラ・P217
ダラーラ・P217は、2017年FIA / ACO規定のル・マン・プロトタイプ(LMP) 2クラスに合わせ、ダラーラによって製造されたプロトタイプスポーツカー。このマシンは、IMSA ユナイテッド・スポーツカー選手権のLMP2クラス規定にも適合している。FIA 世界耐久選手権(WEC)やヨーロピアン・ル・マン・シリーズでも活躍した。マシンは、2017年シルバーストン4時間レースでデビューした。バリエーションモデルの、キャデラック・DPi-V.Rについても記述する。

## 開発

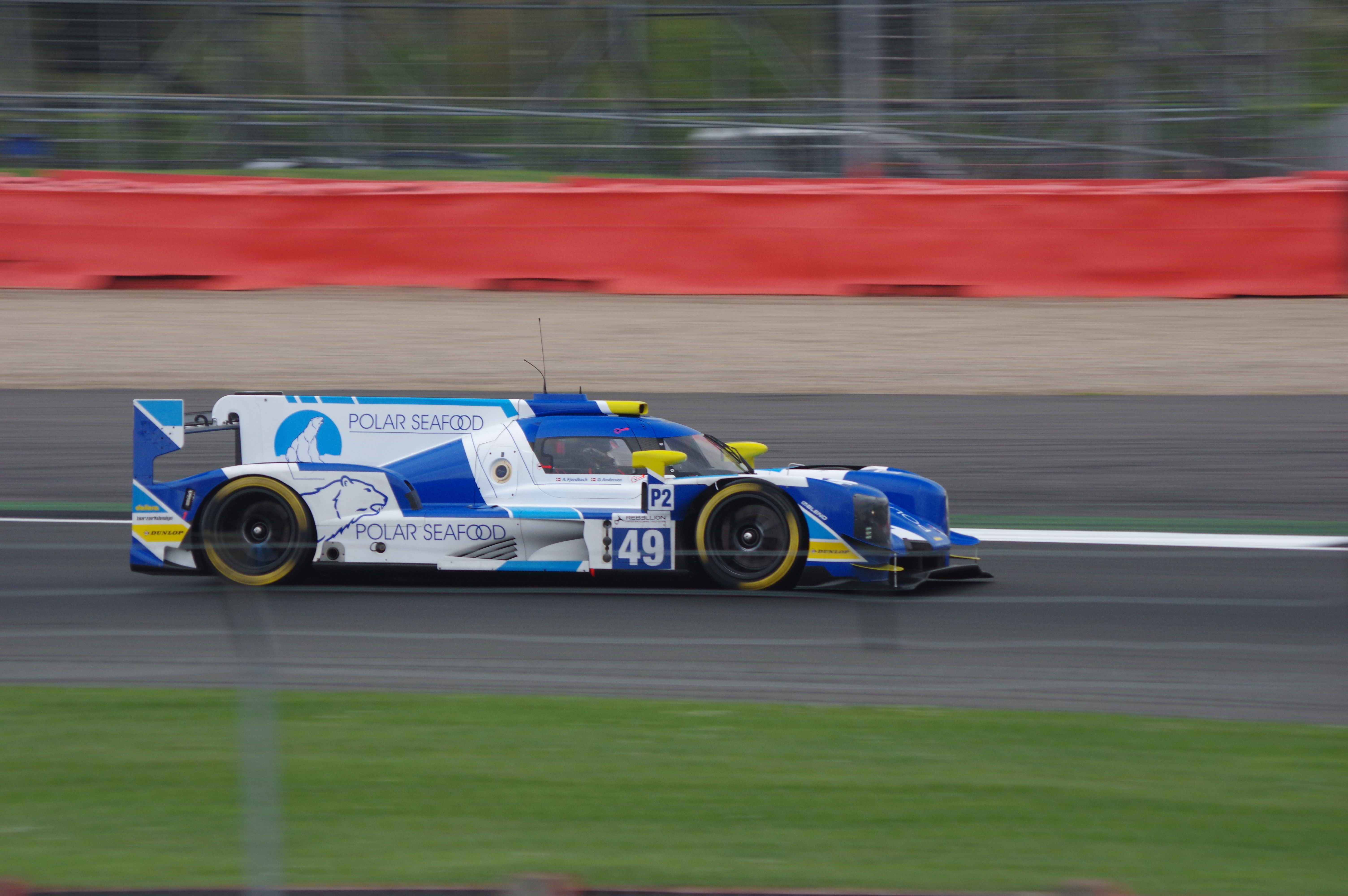
2017年シルバーストン4時間、ハイクラス・レーシング

マシンは、ダラーラが2017年からLMP2の新車を製造するためのライセンスを受けた、4社の内の1社になり開発された。これはアウディ・R18TDI以来となるLMPマシンである。マシンは、イタリアの雑誌Autosprintによると、2016年10月下旬にイタリア北部のAutodromo Riccardo Palettiで最初のテストがされた。
2017年シーズン中に、この車はスプリントキットに根本的な問題があることが発見された。このスプリントキットは、ル・マン・ロードラッグ・キットとして公認され、引き継がれている。その結果、ル・マンで車のバランスに大きな問題が生じた。ユノディエールなどのロングストレートでのスピードだけでなく、トラックの曲がりくねったセクションでのペースの欠如も明らかだった。この原因は後にスプリッターであることが明らかになった。その後、車の問題を解決するために、2018年シーズンに向けて標準のハイダウンフォースエアロパッケージ用の新しいスプリッターと、改良されたル・マン・ロードラッグ・キットを含むEvoキットが取り付けられた。Evoパッケージの公認に先立ち、改良された車は、カスタマーチームのチェティラー・ヴィロルバ・コルセの手によって、アルガルヴェ国際サーキットでテストを受けた。